# 피드백

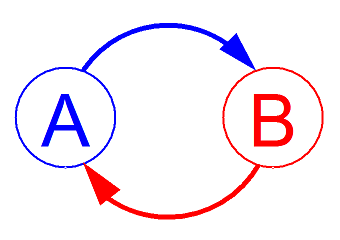
피드백은 서로 영향을 미치는 두 부분 간에 존재한다.

모든 출력이 해당 프로세스의 우연한 입력으로 사용될 수 있는 피드백 루프.

피드백 또는 되먹임(영어: feedback, 피드백, 되알림, 환류, 송환, 궤환, 문화어: 반결합)은 제어공학 용어에서는 출력된 결과를 다시 입력(원인)측에 되돌려 출력하는 과정을 가리키며, 또한 의학 및 생물학 등에서는 피드백 제어(feedback 制御)를, 그리고 심리학 등에서도 피드백의 용어를 사용한다.
한편 이러한 피드백(feedback)의 용어는 증가된 출력을 더 증가시키는 양성 피드백(positive feedback)과 증가된 출력을 감소시켜 다시 안정한 상태로 되돌리는 음성 피드백(negative feedback)으로 나눌 수 있다.
증폭기(amplifier) 설계시 음성 피드백을 적용하여 설계하는데 음성 피드백은 다음과 같은 장점을 가진다.
1. 이득을 둔감하게 한다(Desensitize the gain):
즉, 온도 변화와 같은 회로의 구성 요소의 변화에 시스템이 덜 민감하도록 만든다.
2. 비선형 왜곡을 감소시킨다(Reduce nonlinear distortion):
즉, 출력을 입력에 비례하도록 만든다.(다르게 말하면, 이득을 신호 크기에 무관하도록 일정하게 만든다.)
3. 노이즈의 효과를 감소시킨다(Reduce the effect of noise):
회로 자체에서 또는 외부에 의해 원하지 않은 전기 신호가 발생했을 때, 이 신호가 출력에 미치는 효과를 최대한 줄인다.
4. 입력과 출력의 임피던스를 조절한다(Control the input and output impedances):
피드백의 위상에 따라 입력과 출력의 임피던스를 크게하거나 작게할 수 있다.
5. 증폭기의 대역폭을 확장한다.

## 유형

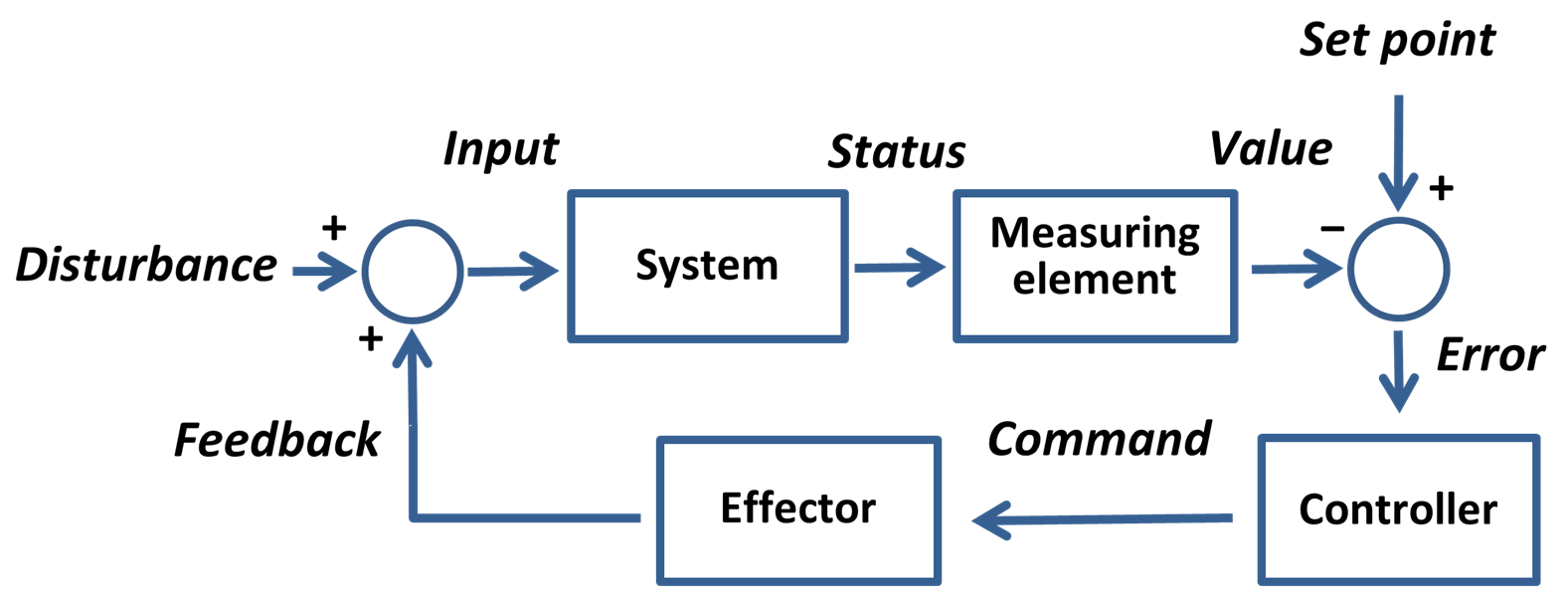
방해요소에도 불구하고 시스템 오류를 줄이기 위해 부정적인 피드백을 사용하여 원하는 시스템 성능 유지

피드백의 유형에는 부정적인 피드백 등이 있다. 부정적인 피드백의 예로서는 제한 속도와 같은 목표 속도와 일치하는 자동차의 순항 제어 시스템이 있다. 제어 시스템은 자동차이다. 입력은 엔진과 도로의 변화하는 기울기(방해요소)를 결합한 토크를 포함한다. 자동차의 속도(상태)는 속도계로 측정된다. 에러 신호는 속도계로 측정된 속도가 목표 속도 (설정점)에서 벗어나는 것이다. 측정된 에러는, 가속기를 조절하는 제어기에 의해 엔진으로의 연료 흐름을 지시(이펙터)하는 것으로 이행된다. 결과적으로 엔진 토크의 변화, 즉 피드백은 도로 등급의 변화에 의해 작용하는 토크와 결합하여 속도 오류를 줄이고 도로에 의한 방해요소를 최소화한다.

## 생물학
생체 내의 대사 과정 가운데 물질의 합성이나 분해 과정에서 생성된 중간 산물이나 최종 산물에 의하여 물질대사 나 세포대사 같은 대사 과정이 조절되는 작용을 가리킨다.
한편 되먹임(피드백)은 생물학에서 좀더 광범위하게 사용될수있으며 교감신경계와 부교감신경계의 균형에서의 자율신경계 되먹임이나 생체시계에 따른 생체주기등도 이러한 맥락에서 다루어질수있다.

## 같이 보기
- 음성 되먹임
- 양성 되먹임
- 하울링 (소리)
- 블랙박스
- 사이버네틱스
- 기본 상호작용
- 인간-컴퓨터 상호 작용
- 재귀
- 공명
- 의도하지 않은 결과

## 참고 문헌
- Sedra/Smith. Microelectronic Circuits 5th edition.Oxford University Press. 2004. ISBN-0-19-514252-7. Chapter8: FeedBack